# Aromobates zippeli
Aromobates zippeli es una especie de anfibio anuro de la familia Aromobatidae.

## Distribución geográfica
Esta especie es endémica del estado de Mérida en Venezuela. Habita en Mucuchíes a unos 2970 m de altitud en la cordillera de Mérida.

## Etimología
Esta especie lleva el nombre en honor a Kevin C. Zippel.

## Publicación original
- Barrio-Amorós, & Santos, 2012 : A phylogeny for Aromobates (Anura: Dendrobatidae) with description of three new species from the Andes of Venezuela, taxonomic comments on Aromobates saltuensis, A. inflexus, and notes on the conservation status of the genus. Zootaxa, n.º 3422, p. 1-31.[3]